# Nemaschema puberulum
Nemaschema puberulum är en skalbaggsart som först beskrevs av Xavier Montrouzier 1861.  Nemaschema puberulum ingår i släktet Nemaschema och familjen långhorningar. Inga underarter finns listade i Catalogue of Life.